# マリアーノ・カニャルド
マリアーノ・カニャルド・ラカスタ（Mariano Cañardo Lacasta、1906年2月5日 - 1987年6月21日）は、スペイン、ナバーラ県オリテ出身の元自転車競技（ロードレース）選手。
カタルーニャ一周で通算7度の総合優勝は、2012年時点で歴代最多記録。

## 主な成績
1928年
- カタルーニャ一周 総合優勝（初優勝)

1929年
- カタルーニャ一周 総合優勝(2回目)
- ボルタ・ア・ラ・コムニタ・バレンシアナ 総合優勝

1930年
- シルクイト・デ・ゲチョ 優勝
- 国内選手権・個人ロードレース 優勝
- カタルーニャ一周 総合優勝(3回目)
- バスク一周 総合優勝

1931年
- 国内選手権・個人ロードレース 優勝

1932年
- カタルーニャ一周 総合優勝(4回目)

1933年
- 国内選手権・個人ロードレース 優勝

1934年
- ツール・ド・フランス 総合9位

1935年
- 第1回 ブエルタ・ア・エスパーニャ 総合2位 & 区間1勝(第5)
- カタルーニャ一周 総合優勝(5回目)

1936年
- 国内選手権・個人ロードレース 優勝
- カタルーニャ一周 総合優勝(6回目)
- ブエルタ・ア・エスパーニャ 総合10位 & 区間2勝(第7、15)
- ツール・ド・フランス 総合6位

1937年
- ツール・ド・フランス 区間1勝(第14B)
- カタルーニャ一周 総合優勝(7回目)